# Guillaume-Thomas Raynal
Guilherme Thomas François Raynal (Aveyron, 12 de abril de 1713 - 6 de março de 1796) foi um escritor francês e homem de letras durante o Iluminismo. Utilizou o nome L'Abbé Raynal quando pertenceu à Companhia de Jesus.

## AHistoire philosophique des deux Indes
Ele teve a assistência de vários membros das philosophe côteries em sua obra mais importante, L'Histoire philosophique et politique des établissements et du commerce des Européens dans les deux Indes (Philosophical and Political History of the Two Indies Amsterdã, 4 vols., 1770) Diderot é creditado com um terço deste trabalho, que foi caracterizado por Voltaire como "du réchauffé avec de la declamation". Os outros principais colaboradores foram Pechméja, Barão d'Holbach, Paulze, o fazendeiro-geral dos impostos, o abade Martin e Alexandre Deleyre. A esse método de composição fragmentado, no qual a narrativa se alternava com tiradas sobre questões políticas e sociais, somava-se a desvantagem da falta de informações exatas, que, devido à escassez de documentos, só poderiam ser obtidas por investigação pessoal. Ele lançou uma edição expandida em 1774 e outra em 1780.
As declamações "filosóficas" talvez constituíssem seu principal interesse para o público em geral e sua importância como contribuição à propaganda democrática. A Histoire passou por muitas edições, sendo revisada e aumentada de tempos em tempos por Raynal; foi traduzido para as principais línguas europeias e apareceu em vários resumos. Sua introdução na França foi proibida em 1779; o livro foi queimado pelo carrasco público, e foi dada ordem para a prisão do autor, cujo nome não havia aparecido na primeira edição, mas foi impresso na página de rosto da edição de Genebra de 1780. Sete novas mapas para a edição inglesa de 1798 foram gravados por Thomas Kitchin, Jr.
O livro examina as Índias Orientais, América do Sul, Índias Ocidentais e América do Norte. O capítulo final compreende a teoria em torno do futuro da Europa como um todo. Raynal também examina comércio, religião, escravidão e outros assuntos populares, todos com uma perspectiva do Iluminismo francês. Versões adicionais do livro incluíam mapas das regiões discutidas.

## Carta para a América
Publicado em 3 de novembro de 1800, após sua morte, Raynal dirigiu-se ao povo dos jovens Estados Unidos da América com as seguintes palavras, impressas no National Intelligencer and Washington Advertiser.
POVO da América do Norte! deixe que o exemplo de todas as nações que o precederam, e especialmente o da pátria mãe, o instrua. Tenha medo da influência do ouro, que traz com luxo a corrupção dos costumes e o desprezo pelas leis; tenha medo de uma distribuição muito desigual das riquezas, que mostra um pequeno número de cidadãos na riqueza e um grande número na miséria; de onde surge a insolência de um e a desgraça do outro, Guarda-te contra o espírito de conquista; a tranquilidade do império diminui à medida que se estende; tenham armas para se defenderem e não tenham nenhuma para atacar.
Buscar facilidade e saúde no trabalho de parto; prosperidade, na agricultura e manufaturas; força, em boas maneiras e virtude. Faça prosperar as ciências e as artes, que distinguem o homem civilizado do selvagem. Cuide especialmente da educação de seus filhos.

É das escolas públicas, tenha certeza, que saem magistrados hábeis, soldados disciplinados e corajosos, bons pais, bons maridos, bons irmãos, bons amigos e homens honestos. Onde quer que vejamos a juventude depravada, essa nação está em declínio. Que a liberdade tenha um fundamento inabalável na sabedoria de suas contribuições e que seja o cimento que une seus estados, que não pode ser destruído. Não estabeleça nenhuma preferência legal em seus diferentes modos de adoração. A superstição é inocente em todos os lugares quando não é protegida nem perseguida; e que a tua duração seja, se possível, igual à do mundo.

## Trabalhos
- Nouvelles douteuses (1747-1755)
- Histoire du Stadhoudérat (1747)

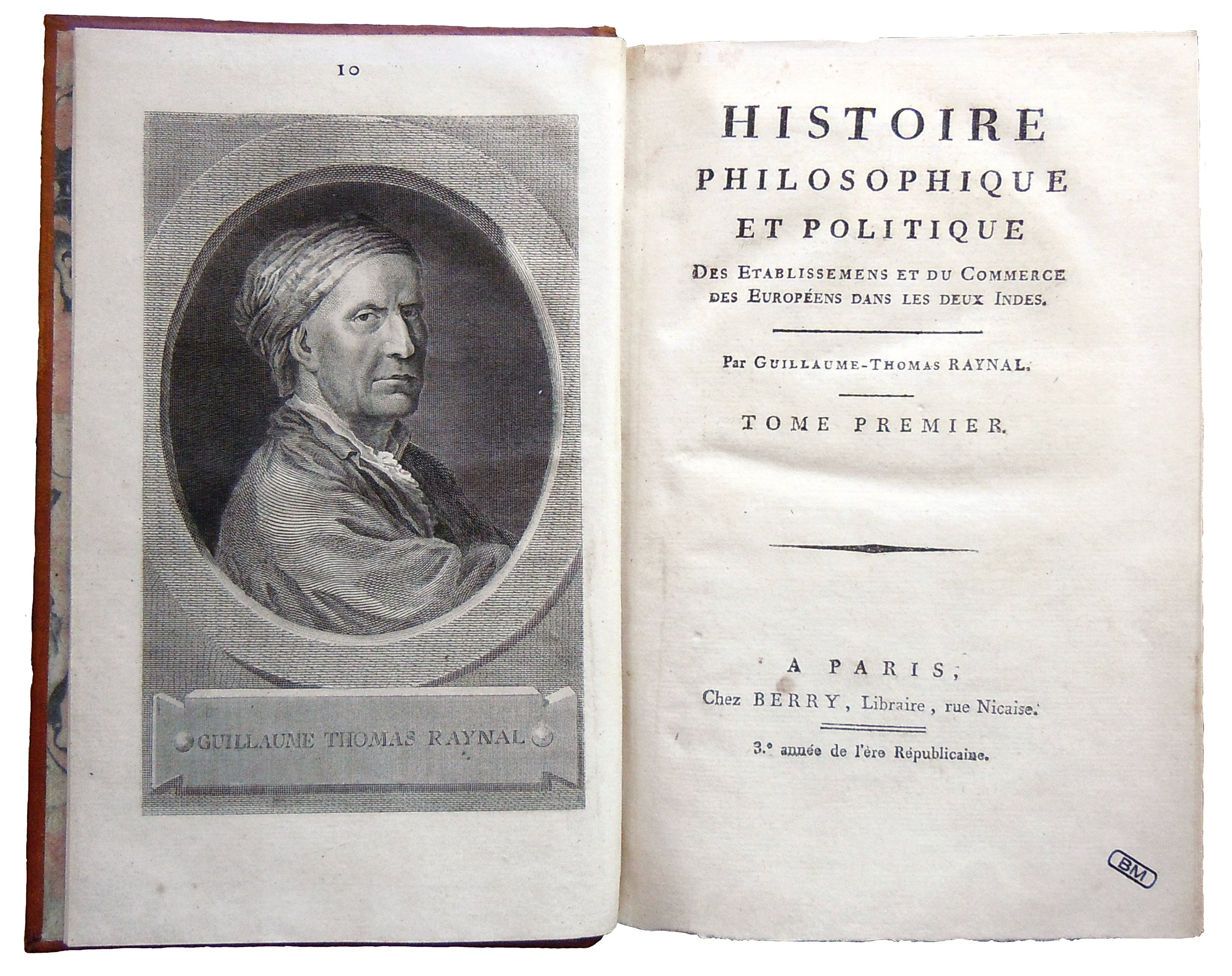
Histoire philosophique, 1794.

- Histoire du Parlement d’Angleterre (1748)
- Mémorial de Paris (1749)
- Mercure de France (1750-1754)
- Anecdotes littéraires, ou Histoire de ce qui est arrivé de plus singulier & et de plus intéressant aux écrivains françois, depuis le renouvellement des lettres sous François I. jusqu’à nos jours (1750 ; 1756) Online
- Anecdotes historiques, militaires et politiques de l’Europe depuis l’élévation de Charles-Quint au thrône de l’Empire, jusqu’au traité d’Aix-la-Chapelle en 1748 (2 volumes, 1753) Online 1 2
- École militaire (3 volumes, 1762) Online 1 2 3
- Histoire du divorce de Henry VIII (1763)
- Histoire philosophique et politique des établissemens & du commerce des européens dans les deux Indes (6 volumes, 1770; 1774; 1780; 1820) Texte en ligne 1 2 3 4 5 6
- Épices et produits coloniaux (1770) Online
- Atlas de l’Histoire des deux Indes (1772)
- Atlas portatif de l'histoire philosophique et politique (1773) Online
- Tableau de l’Europe (supplément Histoire des deux Indes) (1774)
- Esprit et génie de Guillaume-Thomas Raynal (1777)
- Suppléments à l’Histoire des deux Indes (1780)
- Révolution de l’Amérique (1781) Online
- Lettre à l’auteur de la Nymphe de Spa (1781)
- Précis de l’Histoire philosophique (1782)
- Réponse à la Censure de la Faculté de Théologie (1782)
- Esprit et génie de M. l’abbé Reynal (publié par l’abbé Hédouin, 1782) Online
- Considérations sur la paix en 1783 (1783)
- Histoire philosophique et politique des isles françoises (1784])
- Œuvres de M. l’abbé Raynal (1785)
- Essai sur l’administration de St Domingue (1785)
- Maximes des trois auteurs philosophes (1787)
- Tableau général du commerce de l’Europe (1787)
- Éloge d’Eliza Draper (attribué à Diderot, 1787)
- L’Abbé Raynal aux États-généraux (1789) Online
- Lettre à S. M. Louis XVI (1789)
- Lettre à l’Assemblée nationale, (1791)
- Extrait raisonné de l’Histoire des deux Indes (1791)
- Histoire abrégée de l’Histoire des deux Indes (1792)
- Abrégé de l’Histoire des deux Indes (1793)
- Histoire abrégée de l’Établissement des Européens (1797)
- Recueil de pensées (1802)
- Abrégé de l’Histoire des deux Indes à l’usage de la jeunesse (1810)]
- Le Raynal de la jeunesse (1821)
- Des Peuples et des gouvernements (1822)
- Histoire philosophique des Établissements dans l’Afrique septentrionale (1826)